# Црна врана
Црна врана (лат. Corvus corone) врста је интелигентних и бучних птица из реда певачица, породице врана. Некада је сматрано да су црна и сива врана подврсте једне исте врсте. Црна врана насељава западне делове Европе и исток Азије, док сива врана попуњава простор између, укључујући и Србију.

## Изглед
Црна врана има комплетно црно перје, са зеленим одсјајем. Кљун и ноге су јој такође црни. Од гаврана се разликује по томе што је мања (48-52 цм дугачка). Могу се појавити хибридни облици између црне и сиве вране, који су способни за размножавање, а перје им може имати боје оба родитеља.
Кљун је дебео, спреда савијен према доле. Пера репа су равна, а ноге исто црне.

## Начин живота
Осим у време гнежђења, вране живе у мањим јатима која се затим, нарочито у сумрак, окупљају у велика јата ако имају заједничка стабла на којима спавају.
У време парења - почевши отприлике од марта - окупљају у парове који се одвајају од јата и задржавају се углавном у подручју гнежђења, док се истовремено обликују јата птица које се не паре, а чине их, прије свега, младе птице. Познате су по свом гласном јављању звуком који звучи као промукло „креее“. Често настањују шуме и пољопривредно земљиште. Неке јединке живе у градским парковима, али и вртовима и двориштима. Типични су хемерофили.
Живе до 13 година и моногамне су, пар у правилу остаје заједно до краја живота. Женка полаже 4-6 јаја, на којима родитељи леже 18 до 20 дана. Младунци су чучавци, а могу а летети након 4 до 5 седмица. 

## Исхрана
Птице из породице врана нису специјализоване и то им омогућава разноврсну исхрану, прави су сваштоједи. Многе од њих једу готово све врсте хране које се могу дочепати, а то укључује и стрвину, јаја других врста као и младе птице. Поред тога, једу семе и воће.